# 七里恭三郎

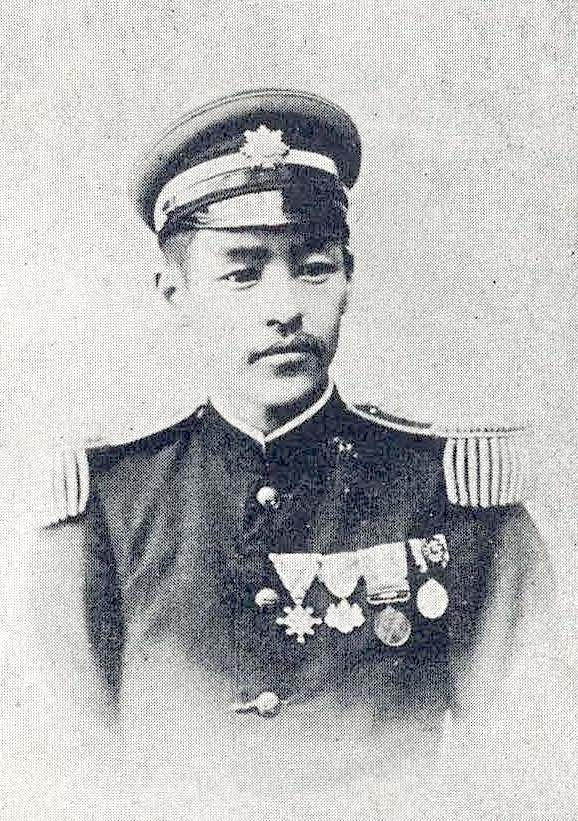
七里恭三郎

七里恭三郎（1867年—1912年8月24日），字芙蓉，為日本明治時期之政府官員。七里恭三郎於1897年受台灣總督府任命，於台灣擔任台北辦務署長一職。該官職約相當於今日的台北市市長，他也是該官職的首任署長。翌年，調任基隆辦務署長。
1912年8月24日，七里恭三郎自中華民國返日，在船上確診霍亂，當日即過世。
| 前任： 無（首任） | 台北辦務署長 1897年上任 | 繼任： 與倉東海 |